# José Puig de Asprer
José Puig de Asprer (en catalán: Josep Puig d'Asprer; Barcelona, 24 de agosto de 1870  – Madrid, 13 de noviembre de 1938 ) fue un abogado y político español.

## Biografía
Hijo de Antoni Puig de Rovira y de Narcisa de Asprer y de Morell, se licenció en Derecho en 1892 y destacó en la defensa de los implicados en el atentado del Liceo de 1894 y en el proceso de Montjuïc (1896), participando también en la comisión que se encargó de la revisión del caso en 1898. Desde 1902 militó en el Partido Republicano Radical y desde 1905 en la Liga de Defensa de los Derechos del Hombre. En 1909 fue elegido concejal del Ayuntamiento de Barcelona, en 1910 presidente de la Junta de Museos, y en 1917 diputado provincial de Barcelona.
Fue encarcelado poco después y en 1919 se estableció en Madrid. Al proclamarse la Segunda República Española fue nombrado gobernador civil de Lérida y en las elecciones generales de 1931 fue elegido diputado por la provincia de Gerona.
En 1932 fue elegido presidente de la Real Sociedad Económica Matritense de Amigos del País.
En 1934 fue nombrado director general de la administración local y presidente de la Comisión Mixta de Traspaso de Servicios a la Generalidad de Cataluña, pero tras el acuerdo de su partido con la CEDA para acceder esta última al gobierno, dimitió de sus cargos y se separó del partido radical para pasar a Izquierda Republicana. 
Falleció en Madrid el 13 de noviembre de 1938. 